# Gråkallbanen
Gråkallbanen er en sporvej i Trondheim og verdens nordligste, efter at sporvejene i Arkhangelsk blev nedlagt i 2004. Sporvejen er metersporet og 8,8 km lang.
Gråkallbanen går fra St. Olavs gate via Ila til Lian på Byåsen. Tidligere gik der også sporvogne til Lade, Singsaker, Elgeseter og Trondheim sentralstasjon.

## Historie
En gruppe handelsmænd i Trondheim oprettede a/s Gråkallbanen i 1916. Trondheim kommune gik ind med en mindre aktiepost og garanterede desuden for et lån. Selskabet fik koncession til sporvejsdrift i 1917. Selskabet opkøbte desuden store ejendomme langs den kommende sporvej, som af kommunen blev udlagt til boligbyggeri.
Sporvejen åbnede 18. juli 1924 fra St. Olavs gate til Munkvoll stasjon. 30. maj 1925 blev den forlænget til Ugla, med Ugla Gjestgiveri som attraktion.
Efter åbningen til Ugla i 1925 forsøgte selskabet sig med nye måder at tjene penge på. Baggrunden var at Kyvannet hver vinter er dækket af is. Et nyoprettet selskab, Graakalbanens isforretning A/S, tog store isblokket fra Kyvannet om vinteren og opmagasinerede dem i et skur nedenfor. Om sommeren blev isblokkene transporteret til centrum og solgt til hoteller, restauranter og skibe, der ikke havde andre kølemuligheder på den tid. Virksomheden foregik fra en gang i 1920'erne til en gang i 1940'erne. Der blev bygget et særligt sidespor, "Ishussporet", fra Ugla stasjon til skuret ved Kyvannet. Sidesporet er fjernet nu, men man kan stadig se rester af den gamle vognvægt i den gamle trace, 50 meter fra Ugla stasjon.
I 1931 blev Ugla Gjestgiveri ødelagt i en brand. Delvist med hjælp fra forsikringspengene blev sporvejen derefter forlænget 2 km op til den nuværende endestation, Lian. Forlængelsen til Lian åbnede 28. oktober 1933, og samme dag åbnede selskabet Lian restaurant ved den nye restaurant. Imens førte boligbyggeriet langs sporvejen til et solidt passagergrundlag. I 1945 transporterede Gråkallbanen 2,16 mio. passagerer.
Trondheim kommune øgede gradvist sit ejerandel, og fra 1966 var A/S Gråkallbanen fuldstændig kommunalt ejet. I 1972 blev både Gråkallbanen og Trondheim Sporvei fusioneret med det kommunale busselskab til a/s Trondheim Trafikkselskap.
Den kommunale sporvejsdrift blev nedlagt i 1988 med 12. juni som sidste driftsdag efter et opslidende politisk debat, og efter at der var investeret henved 150 mio. kr. i nye sporvogne og værksted. Sporvejsskinnerne gennem Midtbyen blev fjernet umiddelbart efter, til trods for at en del af materiellet stod spredt rundt om i byen, hvilket betød at de efterfølgende måtte flyttes med lastbiler i mangel af skinner.
En gruppe sporvejsentusiaster, Gråkallbanens venner, oprettede imidlertid et privat selskab, der i 1990 fik koncession til at køre på de resterende spor. Selskabet fik desuden lov til at låne de kommunale vogne mod en symbolsk afgift. A/S Gråkallbanen mobiliserede mange entusiaster og præsterede efter starten 18. august 1990 at køre med overskud men ikke at oparbejde kapital til nye investeringer. I efteråret 2005 blev det derfor vedtaget på en ekstraordinær generalforsamling at overdrage selskabet til den internationale koncern Connex, nu Veolia Transport. 1. juli 2008 skiftede selskabet navn fra A/S Gråkallbanen til Veolia Transport Bane AS. Varemærket Gråkallbanen videreføres dog.
I november 2008 signaliserede Sør-Trøndelag fylkeskommune, der har ansvaret for den kollektive trafik i byen, at man ville reduceres støtten til sporvejsdriften. Kort efter blev der imidlertid fremlagt en rapport om vogne og tekniske anlæg, der viste et betydeligt efterslæb i vedligeholdelsen og et betydeligt behov for investeringer, hvis driften skal fortsætte efter 2015. Trondheim kommune og Sør-Trøndelag Fylkeskommune indgik efterfølgende et kompromis, hvor driften blev garanteret indtil udgangen af 2009. I foråret 2012 bevilligede kommunalbestyrelsen via Miljøpakken for Transport midler til at dække hele efterslæbet på vedligeholdelsen.

## Fremtid
Fremtiden for finansieringen og driften af sporvognene i Trondheim er fremdeles et omstridt og uafklaret politisk tema.
I marts 2006 fremlagde Gråkallbanen en plan om at forlænge sporvejen fra den nuværende endestation i St. Olavs gate gennem centrum og via Trondheim sentralstasjon til Pirterminalen, hvilket vil øge sporvejens passagergrundlag væsentlig. I byens budget blev der afsat 2 mio. kr. til forslaget, og det var tanken at arbejdet med udvidelsen kunne begynde i 2009. Det blev dog ikke til noget.
Det er også foreslået af flytte vendesløjfen til Prinsens gate, hvilket vil gøre det muligt at fjerne sporet i Tordenskiolds gate, men i foråret 2012 vedtog kommunalbestyrelsen at bruge pengene på at opgradere banelegemet i stedet.
I sommeren 2010 leverede konsulentfirmaet Rambøll en rapport, der konkluderede, at en bybane i Trondheim ikke ville samfundsøkonomisk rentabel med undtagelse af en bane i tunnel til Valentinlyst. Denne udredning blev fulgt op en anden udredning fra Asplan/Viak i efteråret 2012, der så nærmere på mulighederne for en trace i tunnel tilpasset bus eller bane i tunnel til Valentinlyst og videre ad den nuværende til til Dragvoll eller Brundalen. Denne trace kaldes for stamrute øst. Banealternativet skal være kompatibel med den nuværende Gråkallbanen.
Tunnelen var oprindelig planlagt til at være ved Bakke bru, men det gik man bort fra efter vaskelige terrænforhold i området. De nyeste alternativer går i stedet på en lang tunnel fra Innherredsveien/Tautragata eller en kort fra Ludvig Daaes gate på Rosenborg.
14. juni 2012 vedtog kommunalbestyrelsen, at der skal ses nærmere på samfundsnytten og muligheder for forretninger langs stamrute øst, med udgangspunkt i en lang tunnel. Det er fortsat et åbent spørgsmål, om den bliver tilpasset bus eller bane.

## Materiel
Materiellet består af ni ledvogne af typen TT klasse 8, der er 20 m lange og har 53 siddepladser.